# Rhopalophora nigriventris
Rhopalophora nigriventris là một loài bọ cánh cứng trong họ Cerambycidae.